# الدوري النمساوي 1995–96
الدوري النمساوي الممتاز 1995–96 (بالألمانية: Österreichische Fußballmeisterschaft 1995/96)‏ هو الموسم 85 من  بوندسليغا النمسا لكرة القدم. أشرف على تنظيمه اتحاد النمسا لكرة القدم، وكان عدد الأندية المشاركة فيه  10، وفاز فيه رابيد فيينا.